# 우메다 도고
우메다 도고(일본어: 梅田 透吾, 2000년 7월 23일 ~ )는 일본의 축구 선수이다.

## 구단 경력
2019년 J1리그의 시미즈 에스펄스에 입단하였다. 2021년부터 2022년까지 J2리그의 파지아노 오카야마에서 뛰었다.

## 국가대표팀 경력
그는 2017년 FIFA U-17 월드컵에 참가할 일본 U-17 국가대표팀에 발탁되었으며, 1경기에 출전했다.